# Pâine cu nuci
Pâine cu nuci, grafiat la data lansării Pîine cu nuci, (titlul original: în lituaniană Riešutų duona, în rusă Ореховый хлеб, transliterat: Orehovîi hleb) este un film dramatic sovietic, din RSS Lituaniană, realizat în 1977 de regizorul Arūnas Žebriūnas, după nuvela omonimă a scriitorului Saulius Šaltenis din 1972, protagoniști fiind actorii Algirdas Latėnas și Elvyra Piškinaitė. 
Paine cu nuci, este povestea poetică a unui om inspirat brusc de mirosul unei bucăți de pâine cu nucă, pentru a călători în satul copilăriei sale, unde încearcă să găsească urme ale unei vechi iubiri.

## Rezumat
Filmul este o poveste subtilă a primei iubiri dintre doi tineri, poveste redată liniștit și amuzant. Andrius și Liuka locuiesc într-un orășel mic al unei provincii lituaniene din anii 1950, sunt vecini și s-au iubit încă din copilărie. Dar într-o zi s-a iscat o ceartă între tații lor, familia ei s-a mutat în alt oraș, iar Liuka este forțată să se despartă de Andrius...

## Distribuție
- Algirdas Latėnas – Andrius Šatas
- Saulius Sipaitis – Antanas, tatăl lui Andriaus, muzicant
- Doloresa Kazragytė – Elytė, mama lui Andriaus
- Leonidas Obolenskis – bunicul lui Andriaus
- Stasys Jonynas – Andrius în copilărie
- Elvyra Piškinaitė – Liuka Kaminskaitė, iubita lui Andrius
- Antanas Šurna – tatăl lui Liuka
- Regina Arbačiauskaitė – mama lui Liuka
- Marija Lukaševskaja – Liuka în copilărie
- Kostas Smoriginas – „Șoricelul”, fratele Liukăi
- Regimantas Mikučionis – „Șoricelul” în copilărie
- Audronė Meilutytė – Irena Meškutė, solista formației
- Kristina Kazlauskaitė – profesoara
- Alfonsas Dobkevičius – vânzătorul vacii
- Vladas Bagdonas – muzicantul la trompetă
- Martynas Budraitis – rol episodic
- Gediminas Girdvainis – notarul
- Juozas Jaruševičius – un muzicant cu trompetă, descărcătorul de cartofi
- Rimgaudas Karvelis – vânzătorul de umbrele
- Edgaras Savickis – unchiul Boleslav, ruda lui Šatas
- Audris Chadaravičius – naratorul

## Coloana sonoră
Muzica joacă un rol important în acest film, este ca fundalul stării de spirit, se aud multe cântece populare lituaniene, care parcă ar simboliza spiritul satului lituanian unde se petrece acțiunea.
Ca laitmotiv sonor al filmului a fost ales cântecul Sužadėtinių – Valsas (în română Logodnica (vals)), un vechi cântec lituanian, cules de folcloristul, muzician popular, cântăreț, scriitor și actor Petras Biržys (1896–1970), cunoscut pe scenă ca Pupų Dėdė.

## Lansare
Filmul Pâine cu nuci a avut premiera în Vilnius, Lituania pe data de 17 decembrie 1977.
În România premiera filmului a avut loc la data de 20 august 1979 la cinematograful „Central” din capitală.

## Premii
- La cel de-al XI-lea Festivalul Unional de Film, la categoria filme pentru copii și tineret, desfășurat în 1978 la Erevan, filmul „Pâine cu nuci” a regizorului Arūnas Žebriūnas a primit Premiul Juriului „Pentru originalitatea abilităților de regie” [6].
- 1997 La forumul de film „Zece” (Vilnius), a fost acordat locul al zecelea filmului „Pâine cu nuci”, în lista celor mai bune filme lituaniene din toate timpurile.